# Edmond Renoir

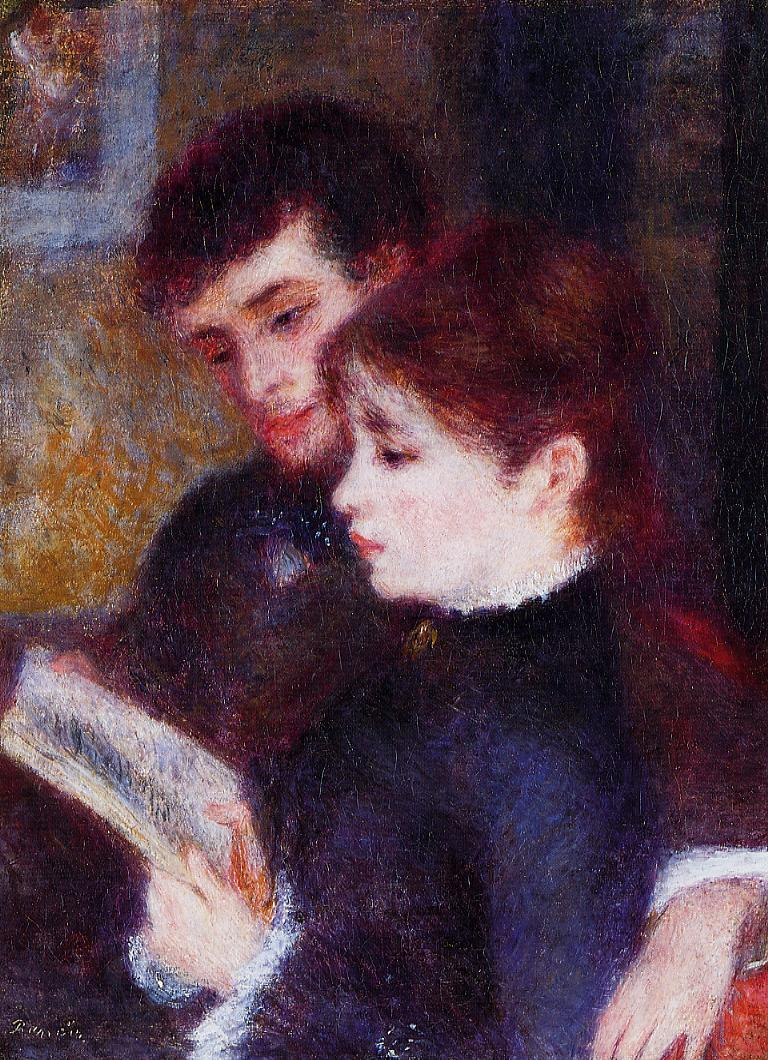
Pierre-Auguste Renoir: Lesendes Paar, 1877. Dargestellt sind Edmond Renoir und Marguerite Legrand.

Edmond-Victor Renoir (geboren am 12. Mai 1849 in Paris; gestorben am 19. März 1944 in Paris) war ein  französischer Journalist und Kunstkritiker. Er war der Bruder des Malers Pierre-Auguste Renoir.

## Leben
Edmond Renoir kam 1849 in Paris als siebtes und letztes Kind von Léonard Renoir (1799–1874) und seiner Frau Marguerite, geborene Merlet, (1807–1896) zur Welt. Die Eltern waren 1844 aus Limoges nach Paris gekommen, wo sie in einer Schneiderei arbeiteten. Nach der schulischen Ausbildung meldete sich Renoir während des Deutsch-Französischen Krieges im September 1870 zur Garde nationale und blieb bis März 1871 Soldat.
Seine Karriere als Journalist begann er 1872 in der von Arsène Houssaye geleiteten Zeitung La Gazette de Paris. Einen der ersten Artikel widmete er seinem Bruder, den Maler Pierre-Auguste Renoir. Für ihn stand Edmond Renoir wiederholt Modell. So ist er im 1874 gemalten Bild Die Loge (Courtauld Institute of Art, London) ebenso zu sehen, wie in den Gemälden Die Schaukel von 1876 (Musée d’Orsay, Paris) und Lesendes Paar von 1877 (Gunma Museum of Modern Art, Takasaki).
Später arbeitete er für die Zeitung La Presse, für die er beispielsweise über die erste Telefonfernverbindungen vom Pariser Bahnhof Gare Saint-Lazare zur Stadt Mantes berichtete. 1879 übernahm er die Redaktion der Sparte Kunst in der von Georges Charpentier neu gegründeten Zeitschrift La Vie moderne. Er wurde dabei von Bergerat und Marguerite Charpentier unterstützt, die die Werke seines Bruders Pierre-Auguste bewunderte. In der zur Zeitung gehörenden angrenzenden Galerie in Passage des Princes organisierte Edmond Renoir mehrere Ausstellungen der Maler des Impressionismus. Die Galerie schloss drei Jahre später ihre Pforten und Charpentier verkaufte die Zeitschrift 1883.
Zu Edmond Renoirs Freundeskreis gehörten die Schriftsteller Théophile Gautier, Alexandre Dumas der Jüngere und Émile Bergerat. Im Mai 1885 schloss er sich der von Alfred Mézières gegründeten Vereinigung von Pariser Journalisten an. Er setzte seine journalistische Laufbahn in der von Edmond About herausgegebenen Zeitung Le XIXe siècle  fort und schrieb für La Paix unter dem Pseudonym Eclectic. Es folgten Beiträge für die Zeitungen Journal de la jeunesse, L’Illustration, La Liberté, Le Petit Parisien, Le Petit Journal, Les Nouvelles illustrées für die Literaturbeilage von Figaro und für weiteren Blätter. 1903–1904 leitete er die bei Hachette herausgegebene Zeitung L’Écho scolaire, journal pour la jeunesse. Darüber hinaus schrieb Renoir, der selbst Freizeitangler war, Bücher über den Fischfang.
Die Zeitung Le Matin würdigte 1943 den hochbetagter Doyen des französischen Journalismus auf der Titelseite. Ende des Jahres 1943 – während der deutschen Besatzung Frankreichs – wurde er nach mehr als 70 Jahren für seinen Einsatz als Soldat im Deutsch-Französischen Krieg 1870–1871 zum Ritter der Ehrenlegion ernannt. Renoir starb 1944 im Alter von 94 Jahren. Sein Grab befindet sich auf dem Cimetière des Gonards in Versailles.
Er war mit Mélanie Porteret verheiratet. Aus dieser Ehe stammt als einziges Kind der Sohn Edmond Renoir junior (1884–1981). Sowohl seine Frau wie auch sein Sohn wurden ebenfalls von Pierre-Auguste Renoir gemalt. Edmond Renoir jr. heiratete später Hélène Riviere, die Tochter des Kunstkritikers Georges Riviere.

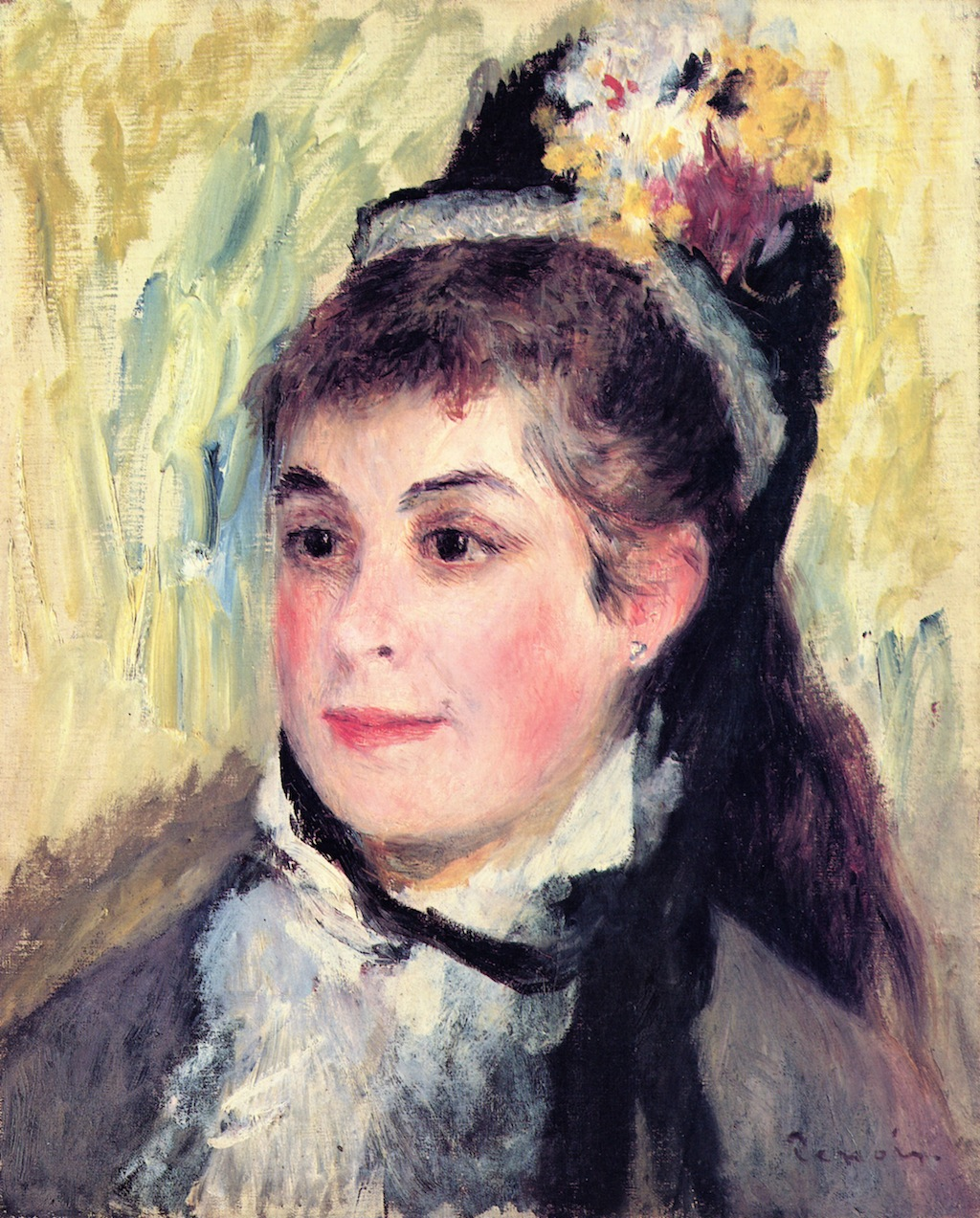
Pierre-Auguste Renoir: Madame Edmond Renoir 1876
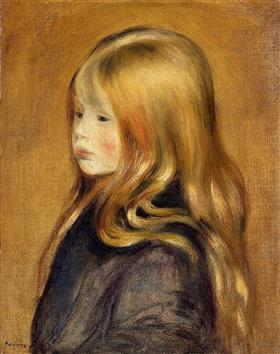
Pierre-Auguste Renoir: Edmond Renoir Junior 1888

## Veröffentlichungen (Auswahl)
- Pierre-Auguste Renoir, mon frère. In: La Vie moderne. Paris 1879
  - deutsch: Mein Bruder Auguste Renoir. Meyer, Basel 2007, ISBN 978-3-905799-02-6.
- La Pêche mise à la portée de tous. Engins, matériel, le pêcheur, la pêche, le poisson, petites et grandes pêches. La Librairie illustrée, Paris 1887.
- mit Henri Ryvez: La Pêche de la truite au Devon. Éditions Halieutiques, Paris 1927.